# Willard Phelps
Willard Leroy Phelps (* 23. Oktober 1941 in Vancouver, British Columbia) ist ein kanadischer Politiker und Premierminister des Territoriums Yukon.

## Biografie
Phelps begann seine politische Laufbahn 1974 mit der Wahl zum Mitglied des Territorialrates von Yukon (Yukon Territorial Council), dessen stellvertretender Sprecher und Vorsitzender er später war. Nach der Einräumung des Selbstverwaltungsrechts kandidierte er 1978 jedoch nicht für die Wahl als Mitglied der Legislativversammlung von Yukon (Yukon Legislative Assembly).
Anfang März 1985 wurde er als Nachfolger von Chris Pearson zum Vorsitzenden der Yukon Progressive Conservative Party (YPCP) gewählt und am 20. März 1985 auch dessen Nachfolger als Premierminister von Yukon. Von diesem Amt musste er jedoch bereits am 29. Mai 1985 zurücktreten, nachdem die YPCP die von ihm ausgerufenen vorzeitigen Neuwahlen am 13. Mai 1985 gegen die Yukon New Democratic Party von Tony Penikett verlor, weil zuvor ein Interessenkonflikt über ein ihm gehörendes Grundstück in der Hauptstadt Whitehorse bekannt wurde.   
Gleichwohl blieb er bis 1991 Vorsitzender der YPCP sowie Führer der Opposition. 1991 kündigte er zunächst seinen Rückzug aus dem politischen Leben an.
Bei den Wahlen zur Legislativversammlung vom 19. Oktober 1992 entschloss er sich kurzfristig zur Kandidatur als Parteiloser und wurde zu einem von drei unabhängigen Mitgliedern der Yukon Legislative Assembly gewählt. Als solcher unterstützte er jedoch die Minderheitsregierung von Premierminister John Ostashek und wurde von diesem daher zum Minister für Gesundheit, Soziale Dienste, Justiz, die Yukon Energy Corp. sowie die Yukon Development Corp. ernannt. Im Rahmen einer Kabinettsumbildung wurde er 1994 Erziehungsminister und behielt die Ämter des Gesundheits- und Sozialministers bei.
Im März 1996 kam es zu einem Eklat, nachdem ein früherer Freund eine von ihm in betrunkenen Zustand zwei Wochen zuvor gehaltene Rede in einer Bar in Carcross veröffentlichte. In dieser Rede nannte Phelps den Vorsitzenden des Gebietsplanungsberatungskomitees von Carcross (Carcross Area Advisory Planning Committee) und Häuptling (Chief) der Carcross/Tagish First Nation, Bill Hensley, einen Lügner und beleidigte mehrere Mitglieder des Beratungskomitees. Außerdem erklärte er bei dieser Rede, dass er gegen jede Regierung stimmen würde, die Gelder für Carcross bewilligen würde.
Obwohl sich Phelps für seine Bemerkungen in der Legislativversammlung entschuldigte, bezeichnete Ostashek die Entgleisungen als ernsthafte Angelegenheit und wollte die Entlassung von Phelps veranlassen. Phelps kam jedoch dieser Entlassung zuvor, indem er seinen Rücktritt anbot, den Ostashek daraufhin akzeptierte. 
Bei den Wahlen zur Legislativversammlung am 30. September 1996 kandidierte er zwar erneut als Unabhängiger, wurde jedoch nicht wiedergewählt.